# Giedrius Viliūnas
Giedrius Viliūnas (* 1963 in Marijampolė) ist ein litauischer Lituanist und Politiker, stellvertretender litauischer Bildungs- und Wissenschaftsminister.

## Leben
Nach dem Abitur an der Mittelschule absolvierte Giedrius Viliūnas 1986 das Diplomstudium der litauischen Philologie an der Vilniaus universitetas. 1989 promovierte er zum Kandidat der Wiss. (1993  nostrifiziert) in Lituanistik. 
Von 1989 bis 2007 lehrte er  als Lektor und ab 1994 als Dozent und von 1996 bis 2006 leitete den Lehrstuhl an der VU. Danach lehrte Giedrius Viliūnas an der MRU und war Studien-Prorektor. Seit Dezember 2016 ist er Vizeminister, Stellvertreter der Bildungsminister Jurgita Petrauskienė im Kabinett Skvernelis.
Von 1997 bis 2001 war Giedrius Viliūnas Vizepräsident des Vereins der Lituanisten der Welt.